# بازی با آتش (فیلم ۲۰۰۶)
بازی با آتش (به انگلیسی: Catch a Fire) یک فیلم زندگی‌نامه‌ای، دلهره‌آور و کنشگری محصول سال ۲۰۰۶ به کارگردانی فیلیپ نویس که دربارهٔ فعالان ضد آپارتاید در آفریقای جنوبی است. داستان در مورد تروریسم در آفریقای دوران آپارتاید بوده و حول یک افسر پلیس و مردی جوانی که یک تنه در برابر دولت ایستاده‌اند می‌چرخد.
این فیلم در لوکیشنی در آفریقای جنوبی، اسواتینی و موزامبیک فیلمبرداری شده‌است.

## داستان
آفریقای جنوبی در سال ۱۹۸۰، پاتریک چاموسو، مردی جوان و غیرسیاسی، متهم به انجام یک حمله تروریستی شد. افسر پلیس آفریکانرها، نیک ووس، مسئول یافتن عاملان حمله بمبی اخیر علیه پالایشگاه سوخت مصنوعی Secunda CTL، که بزرگ‌ترین کارخانه مایع سازی زغال سنگ در جهان می‌باشد، است. پاتریک ناخواسته به دلیل ناتوانی او در ارائه توضیح قانع کننده برای محل اختفای خود در زمان بمب‌گذاری (او در واقع با زنی رابطه داشته و نه همسرش) وارد تحقیقات ووس می‌شود. سرانجام پاتریک، همسرش پریس و خانواده اش توسط ووس و زیردستانش شکنجه می‌شوند. پاتریک ناامید می‌گوید که حاضر است به جرمی که برای محافظت از خانواده‌اش مرتکب نشده اعتراف کند. ووس نتیجه می‌گیرد که پاتریک بی‌گناه است و دستور آزادی او را می‌دهد. پاتریک که از خشم ناشی از بی‌عدالتی‌هایی که او و خانواده اش متحمل شدند، به اومخونتو وسیزوه، شاخه نظامی ANC (کنگره ملی آفریقا، جنبش ضد آپارتاید آفریقای جنوبی) می‌پیوندد و دقیقاً همان چیزی می‌شود که ووس در ابتدا او را متهم کرده بود و …

## پاسخ انتقادی
این فیلم نقدهای مثبتی از سوی منتقدان دریافت کرد. گردآورنده نقد راتن تومیتوز گزارش می‌دهد که ۷۵ درصد از ۱۴۶ منتقد حرفه‌ای به فیلم نقد مثبت داده‌اند، با میانگین امتیاز ۶٫۶ از ۱۰.